# La Trinité (Peisey)

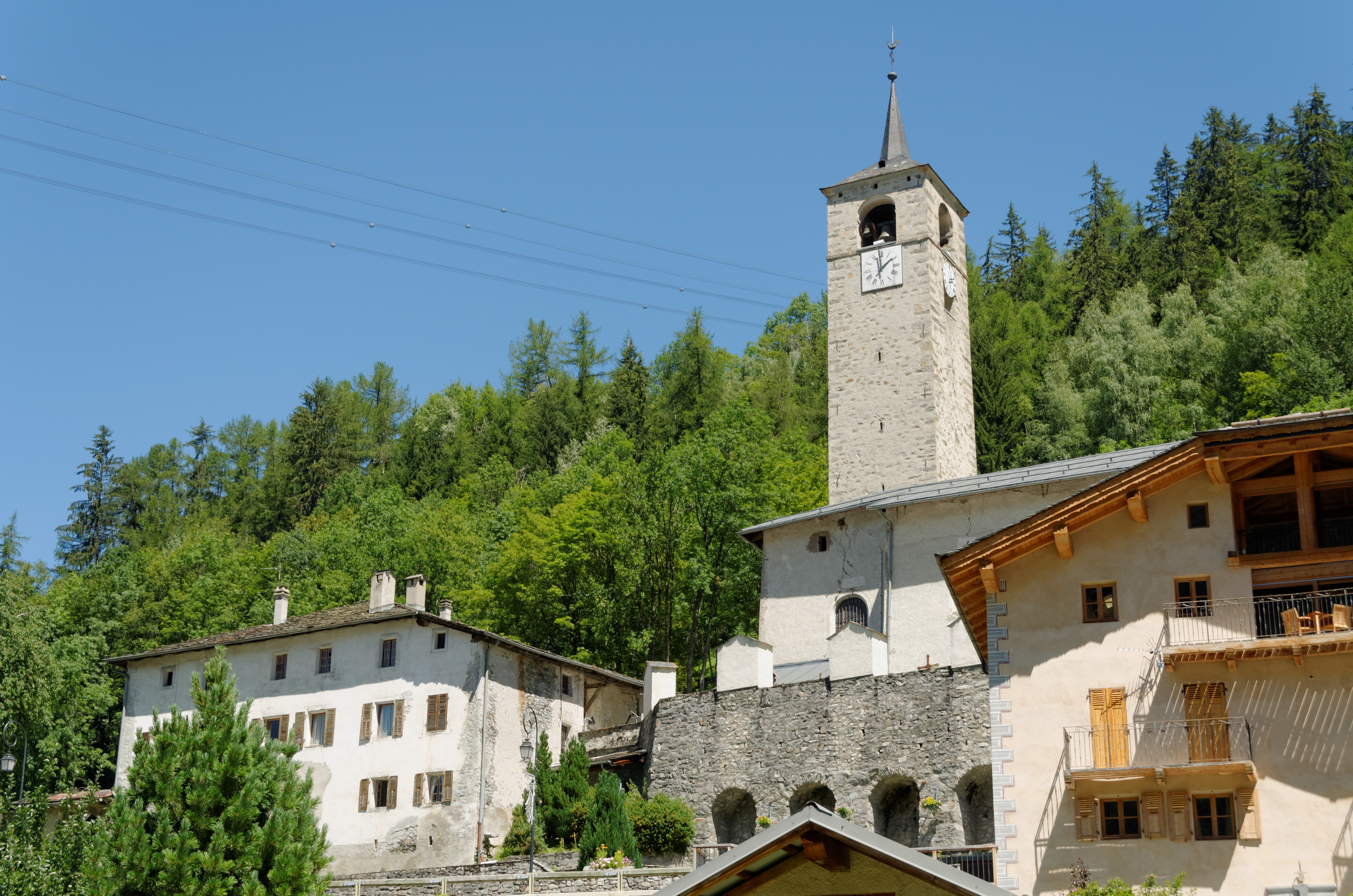
La Trinité (Peisey)

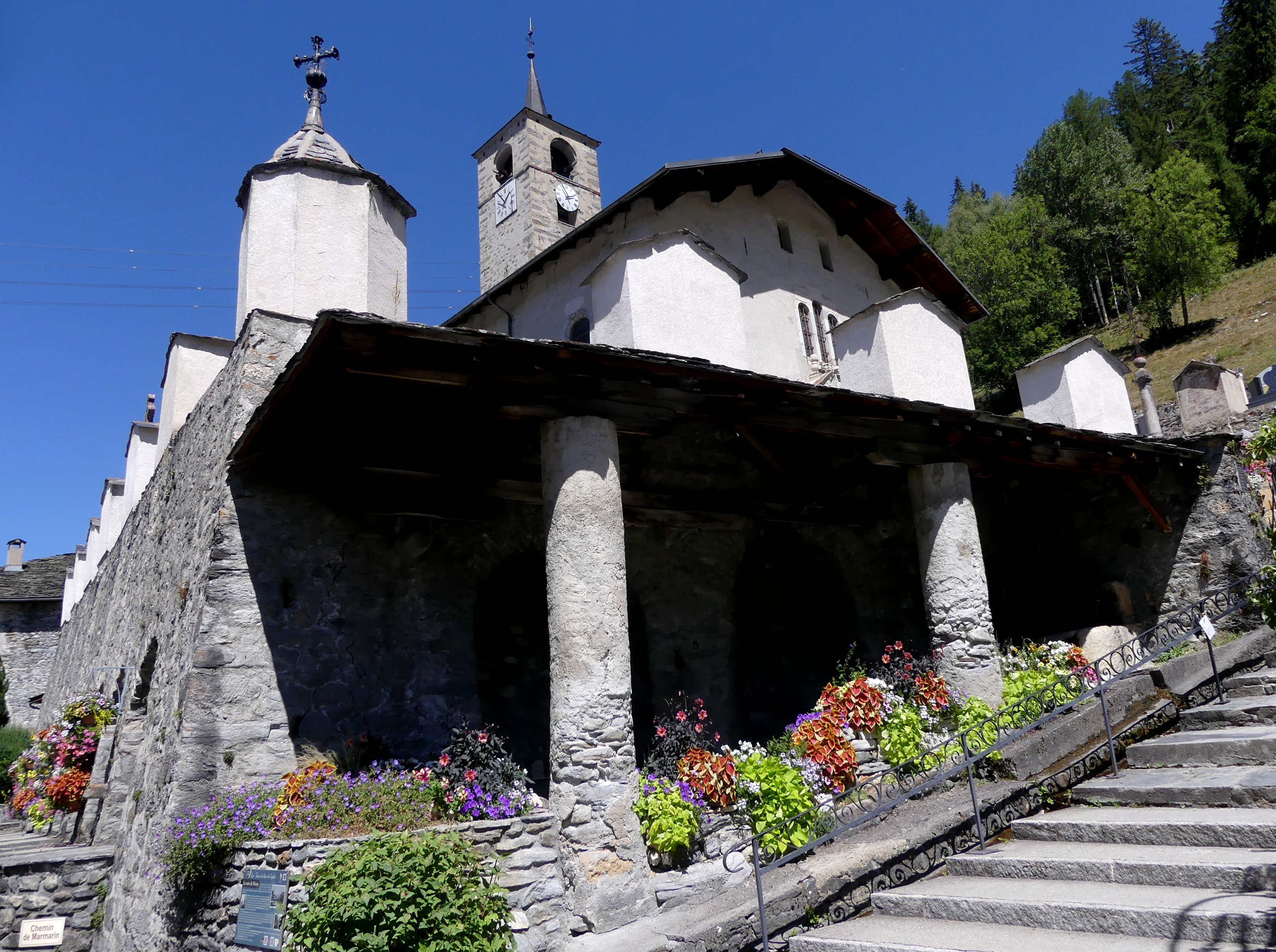
La Trinité (Peisey)

Die Kirche La Trinité ist eine ehemalige Pfarrkirche im Ortsteil Peisey der Gemeinde Peisey-Nancroix im Département Savoie. Die Kirche, in der nicht mehr regelmäßig Gottesdienst stattfindet, gehört zur Pfarrgemeinde Paroisse St Maurice en Haute Tarentaise im Bistum Tarentaise im Erzbistum Chambéry. Die Kirche zählt zu den zahlreichen Schmuckstücken des Barock in der historischen Provinz Tarentaise. Sie ist seit dem Jahr 1972 als Monument historique anerkannt.

## Baugeschichte
Nach Abriss der zu klein gewordenen Vorgängerkirche wurde die neue Kirche von 1685 bis 1710 errichtet und ausgestattet. Die Erbauer des Kirchenrohbaus (1885–1887) stammten aus Hautecour und Pussy, die Erbauer des Glockenturms aus Riva Valdobbia im Valsesia-Tal, die Künstler des Hochaltars aus Campertogno und Scopello, Nachbargemeinden von Riva. Diese heute italienischen Orte teilten damals mit Peisey die Zugehörigkeit zu Savoyen. Das Knowhow dieser Region entstammte der von dem Franziskaner Bernardino Caimi (1425–1500) initiierten Welle von Sacri Monti. Als Vorbild für den Grundriss der Kirche wird die Wallfahrtskirche von Oropa (unweit der Valsesia) angegeben. Die Bau- und Ausstattungskosten betrugen insgesamt mehr als 15 000 Florentiner Gulden, was 30 Bauernhäusern entsprach. Sie wurden zum großen Teil von ins Valsesia ausgewanderten und dort reich gewordenen ehemaligen Bürgern von Peisey gespendet.

## Lage, Erscheinungsbild und Ausmaße
Die aus Gründen der Bodenbeschaffenheit genordete Kirche steht an der höchsten Stelle des Dorfes, umgeben von einem Friedhof und 14 Bildstöcken. Auffällig ist der 35 Meter hohe schlanke Kirchturm. Das Äußere des Kirchengebäudes ist schlicht gehalten, mit Ausnahme des Eingangsportals mit Gnadenstuhl. Der Kirchenraum misst im Innern 27 × 15 Meter.

## Ausstattung

### Altäre

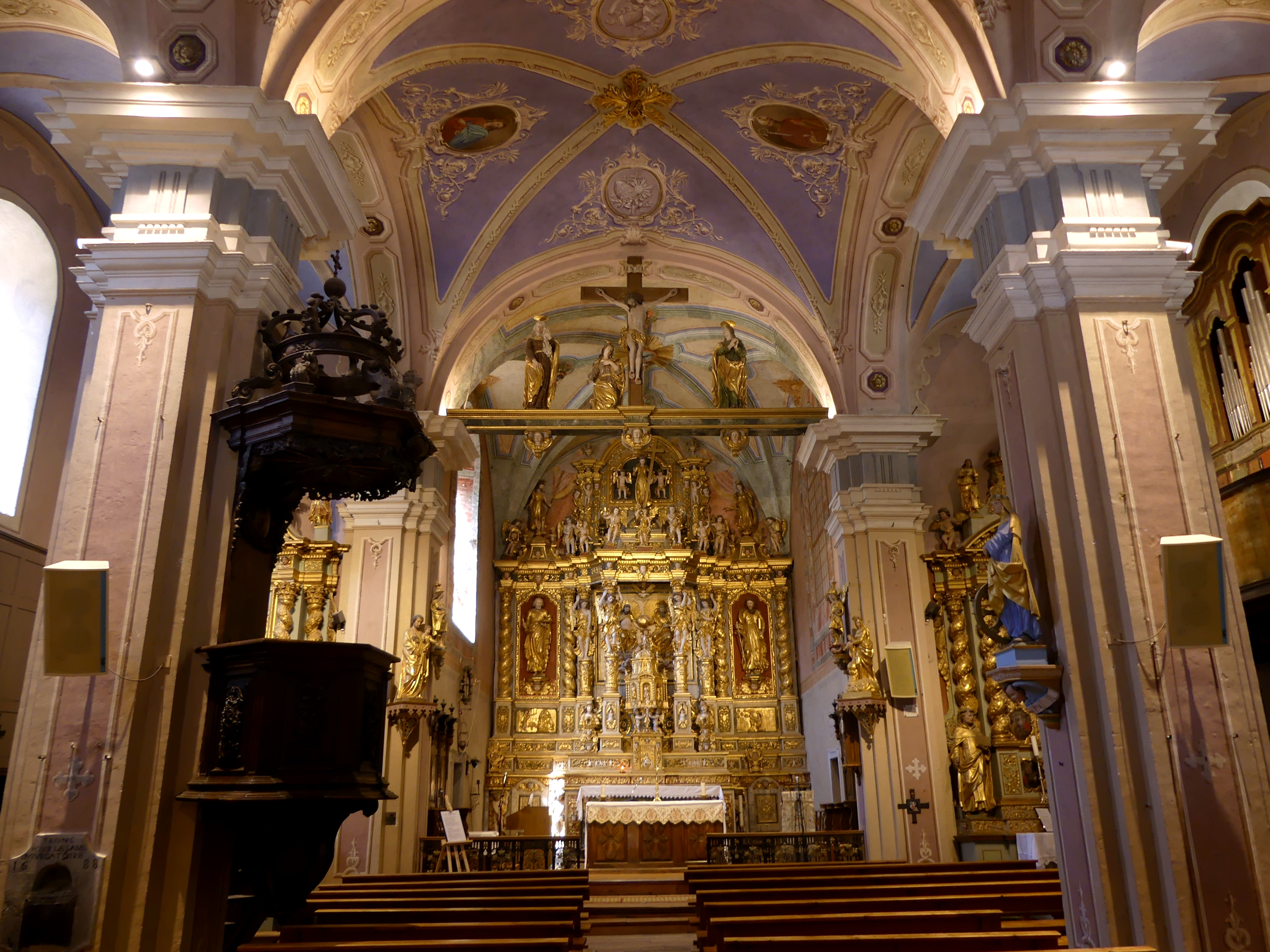
La Trinité (Peisey)

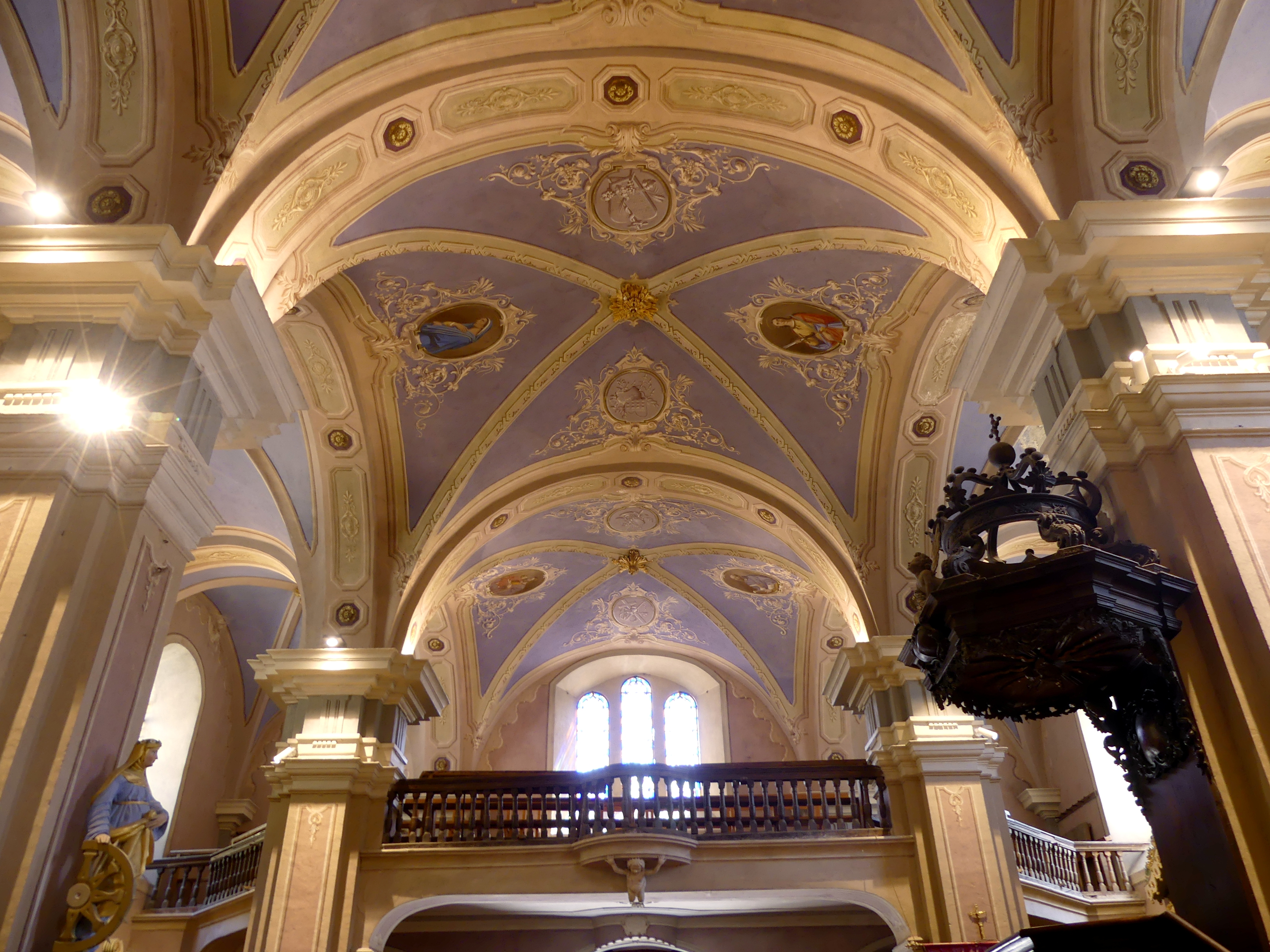
La Trinité (Peisey)

Mit Hauptaltar und sechs Seitenaltären ist die Kirche reich ausgestattet. Die Innendekoration entfaltet einen in der Tarentaise einzigartigen Luxus.
Der Hauptaltar von Jean-Baptiste Guala Molino und Jacques-Antoine Todesco entwickelt auf 39 Quadratmetern (und 3 Meter Tiefe) und mit der Unterstützung von 110 Engelsfiguren das dreifache Programm der Dreifaltigkeit, der Erlösung und der Menschwerdung. In der Mitte sitzen Gottvater (mit Zepter) und Christus zwischen einem Erdball, der von ersterem oben und letzterem unten gehalten wird. Links und rechts stehen jeweils zwischen zwei Spiralsäulen Petrus und Paulus (1,20 Meter). Darunter die Abbildungen der Verkündigung und von Mariä Heimsuchung. Ganz oben hält Christus, mit der rechten Hand segnend, in der linken das Auferstehungskreuz, auf dieser Ebene flankiert von Johannes dem Täufer und von Katharina von Alexandrien. Engel halten die Marterinstrumente. Die Tabernakeltür ist durch eine Pietà geschmückt. Zwischen Tabernakel und Erdball steht ein von zwei Engeln getragener sechseckiger Tempel, auf dem stehend eine Triumpffigur mit Stab (Christus?) den Erdball mittig verdeckt. Zwei behelmte römische Soldaten dienen als Reliquienbehälter für die Reliquien der heiligen Ursula von Köln (1682 vom Erzbischof von Köln, Maximilian Heinrich von Bayern, gespendet) und der Katakombenmärtyrer Vigilantius, Severinus, Martialis und Donatus (aus der Agneskatakombe mit Zertifikat durch Papst Benedikt IV.). Der gänzlich vergoldete Altar wurde 1828 von den Brüdern Gilardi aus Campertogno für 2500 Pfund renoviert.
Auf der rechten Kirchenseite steht zuerst der Rosenkranzaltar. 15 von Nicolas Oudéard (1645–1692) ausgemalte Medaillons (mit den Rosenkranzmysterien) umgeben die anderthalb Meter große Statue der gekrönten Maria mit segnendem Jesuskind auf dem Arm. Hinzu kommen die Statuen von Dominikus und Katharina von Siena. Ganz oben thront mit ausgebreiteten Armen der bärtige Gottvater.
Es folgt der Johannes-der-Täufer-Altar mit dem Christus taufenden Johannes in der Mitte, Antonius von Padua und Martin von Tours auf den Seiten und Barbara von Nikomedien ganz oben, und schließlich der Lorenz-Altar, der in der Mitte den Erzengel Raphael (in roten Schuhen) mit Tobias vor der Himmelstür zeigt, flankiert von Augustinus und Franz von Sales und mittig überragt von Laurentius von Rom, der vor seinem mannsgroßen Rost (mit rotem Hintergrund) steht.
Auf der linken Kirchenseite fertigte Étienne Fodéré den Altar des Einsiedlers Antonius. Der Heilige wird flankiert von Claudius von Condat und Franz von Assisi. Oben dominiert das Jesuskind mit Erdball in der Hand. Bemerkenswert sind zwei brennende Herzen, gefasst in eine Dornenkrone und eine Rosenkrone.
Joseph-Marie Martel ist der Künstler des Altars der Mater Dolorosa. Maria, durchbohrt von sieben Schwertern, den Sieben Schmerzen Mariens, wird flankiert von ihren Eltern Joachim und Anna. Drei Bischöfe halten ausgebreitet das Turiner Grabtuch, das sich bis 1578 in Chambéry befand. Darüber ein Medaillon mit der Darstellung Christi auf dem Ölberg.
Der letzte Altar (von Maurice Merloz) ist den Armen Seelen im Fegefeuer gewidmet. Ein großes Bild zeigt Mauritius, der zu Ross den armen Seelen beisteht, während darüber Maria von der Dreifaltigkeit gekrönt wird. Weitere Figuren des Altars sind Rochus von Montpellier, Sebastian, Elisabeth von Thüringen, Jakobus von Assyrien, der legendäre Bekehrer der Tarentaise, sowie Christus als Schmerzensmann.

### Weitere Ausstattung

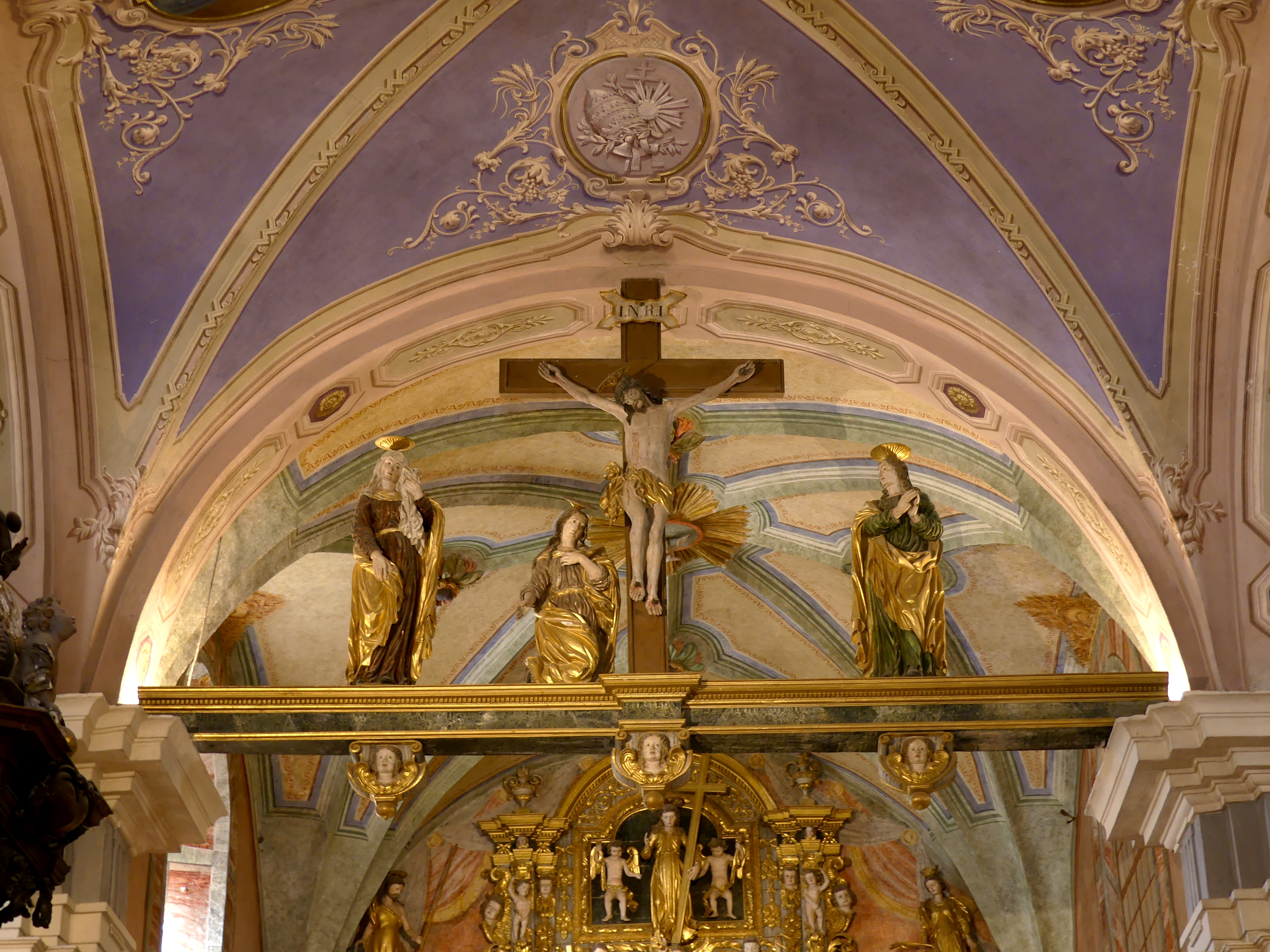
La Trinité (Peisey)

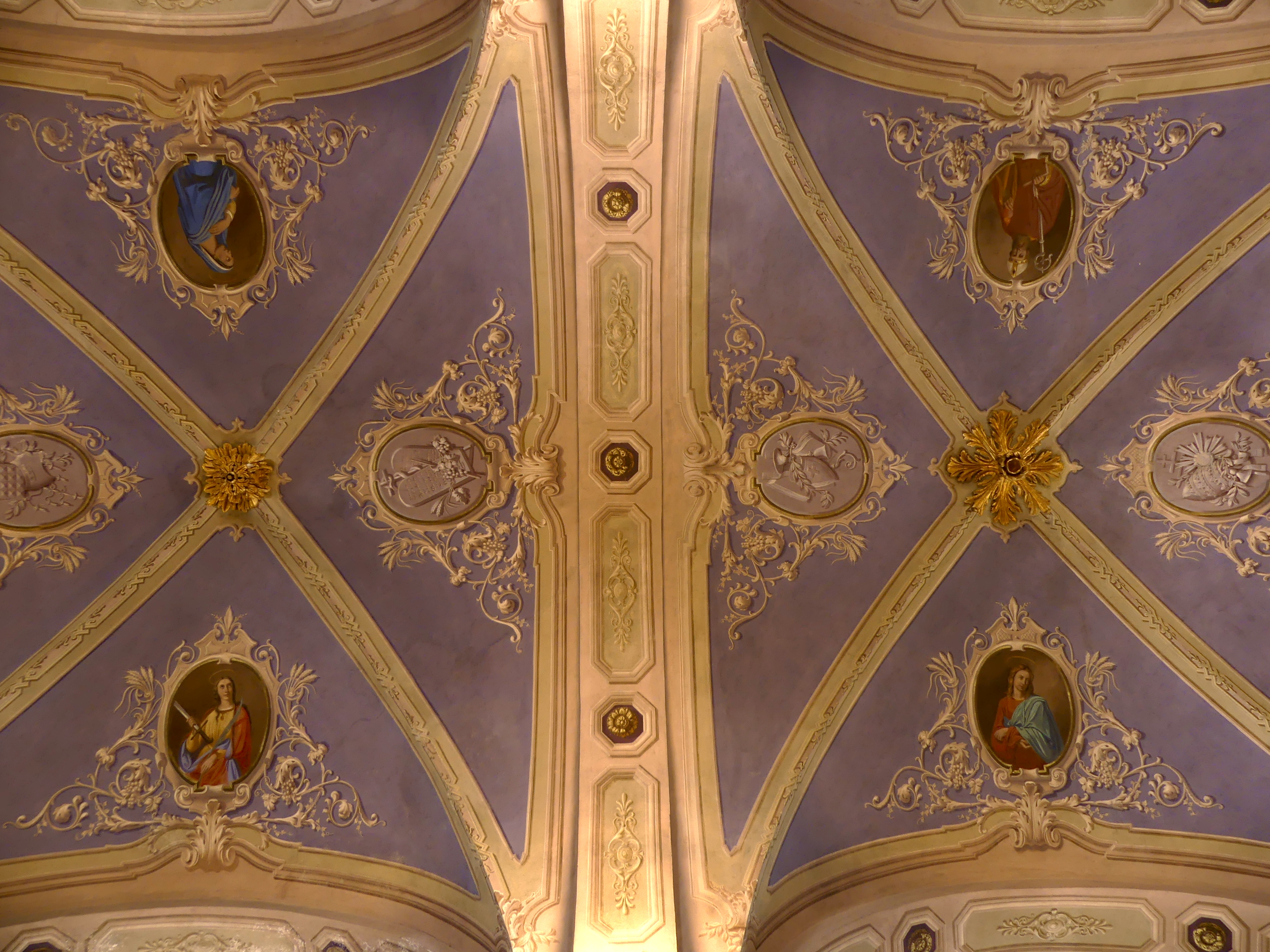
La Trinité (Peisey)

Ein Triumphkreuz (französisch: poutre de gloire) mit Maria, Johannes dem Apostel und Maria Magdalena trennt Chor und Schiff. Die Kirche verfügt über Taufbecken, Empore und Kanzel. Giuseppe Ramasco Sagliani baute 1773 die Orgel, die seit 1973 unter Denkmalschutz steht.  Über dem Eingang zur Sakristei befindet sich ein Glockenrad mit 13 Glöckchen (Treizin genannt), mit dem der Beginn der Messe angezeigt wird. Die Deckengewölbe wurden 1868 hellblau ausgemalt und mit zahlreichen Medaillons versehen, in denen religiöse Symbole abgebildet sind.